# Conti della Genga

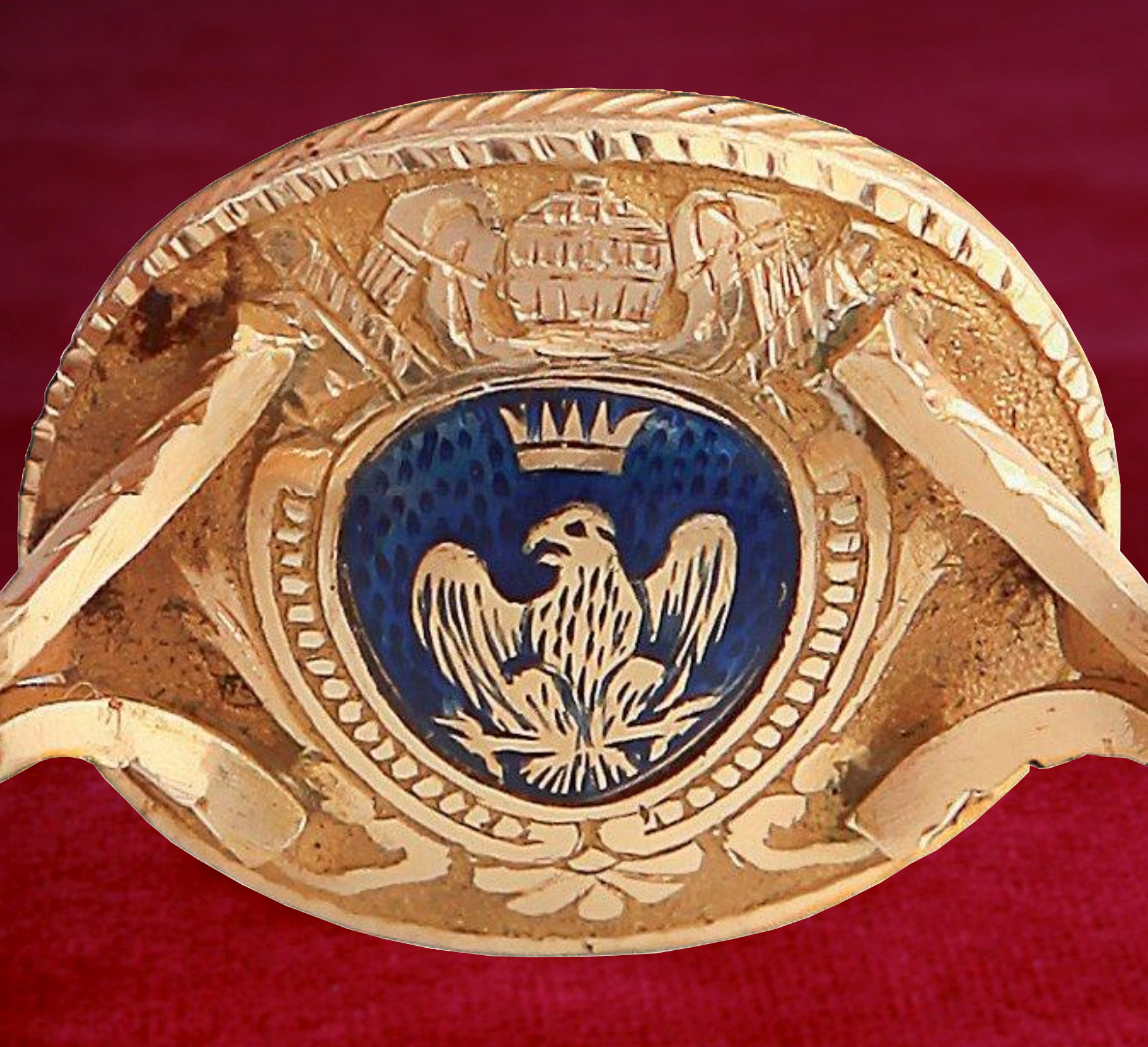
Stemma papale di Casa della Genga su di un anello cardinalizio

I Conti della Genga sono una nobile famiglia italiana di antiche origini marchigiane già documentata nell'XI secolo nel castello di Genga, in provincia di Ancona.
La discendenza trae origine dal matrimonio di Filippo, fratello primogenito del più illustre esponente della famiglia, Annibale, eletto papa con il nome di Leone XII, con Marianna Sermattei, ultima esponente della nobile famiglia assisiate.
Ne derivarono, tra gli altri, il casato dei Conti Pucci Boncambi della Genga de Domo Alberini a Spoleto, con il titolo comitale della Genga, e quello dei Conti Fiumi Sermattei, in Assisi e a Genga.

## Storia

### Origini
Le origini della Famiglia risalgono agli inizi dell'XI secolo quando il conte Alberigo, capostipite della dinastia comitale acquistò il Castello della Genga dall'Abbazia di San Vittore che successivamente donò ai figli Alberto, Ugo e Suppo nel 1090.
Nei secoli a seguire, i Conti della Genga si impegnarono non solo a difendere le proprie terre e privilegi, ma anche a conquistare la completa giurisdizione sul feudo ricorrendo spesso anche alle armi.
Ne sono a testimonianza i conflitti tra i Conti e il Comune di Fabriano, tra gli inizi del XIII e la fine del XVIII secolo quando più volte i fabrianesi cercarono di espugnare il castello.
Vi riuscirono nel 1437, uccidendo un Conte della Genga. Successivamente la famiglia riprese possesso del loro feudo facendo appello alla Chiesa e mantenne il potere fino al 1817 sia pure sotto la gestione controllata di Fabriano.

### Personaggi illustri
I Conti della Genga diedero i natali a personaggi illustri che si sono distinti in ambito letterario, politico, religioso e delle armi nel corso dei secoli sin dall'epoca medievale.
Si ricordano tra questi: la poetessa Leonora della Genga, figlia del Conte Contuccio, che ai tempi del Petrarca scrisse composizioni che la resero famosa nei circuiti letterari dell'epoca.
La notizia che tra i suoi componenti ci fosse il famoso artista Gerolamo Genga è destituita di ogni fondamento mancando di fonti documentarie.
Tra i condottieri, ricordiamo: Guido della Genga che prestò servizio alla corte di Re Federico II nel 1280, Ottaviano della Genga, illustre consigliere di Re Carlo V che capitanò nella prima metà del XVI secolo il contingente militare del Re, Pirro della Genga custodì il Sacro Collegio nelle vesti di capitano generale nel 1591 e Nardino della Genga Comandante della Fortezza di Legnano presso la Repubblica di Venezia nel 1667.
Roberto della Genga si distinse in politica, nella metà del XVIII secolo, fu podestà di Todi, Orvieto, Ascoli e San Severino, fu referendario al Tribunale e realizzò il ponte e il palazzo governativo di Genga.
Nella Chiesa ricordiamo tra gli altri Lucrezia, monaca francescana nata attorno al 1340 e morta nel 1425, fondatrice delle monastero di San Giovanni Battista di Todi, in seguito noto come monastero delle Lucrezie.

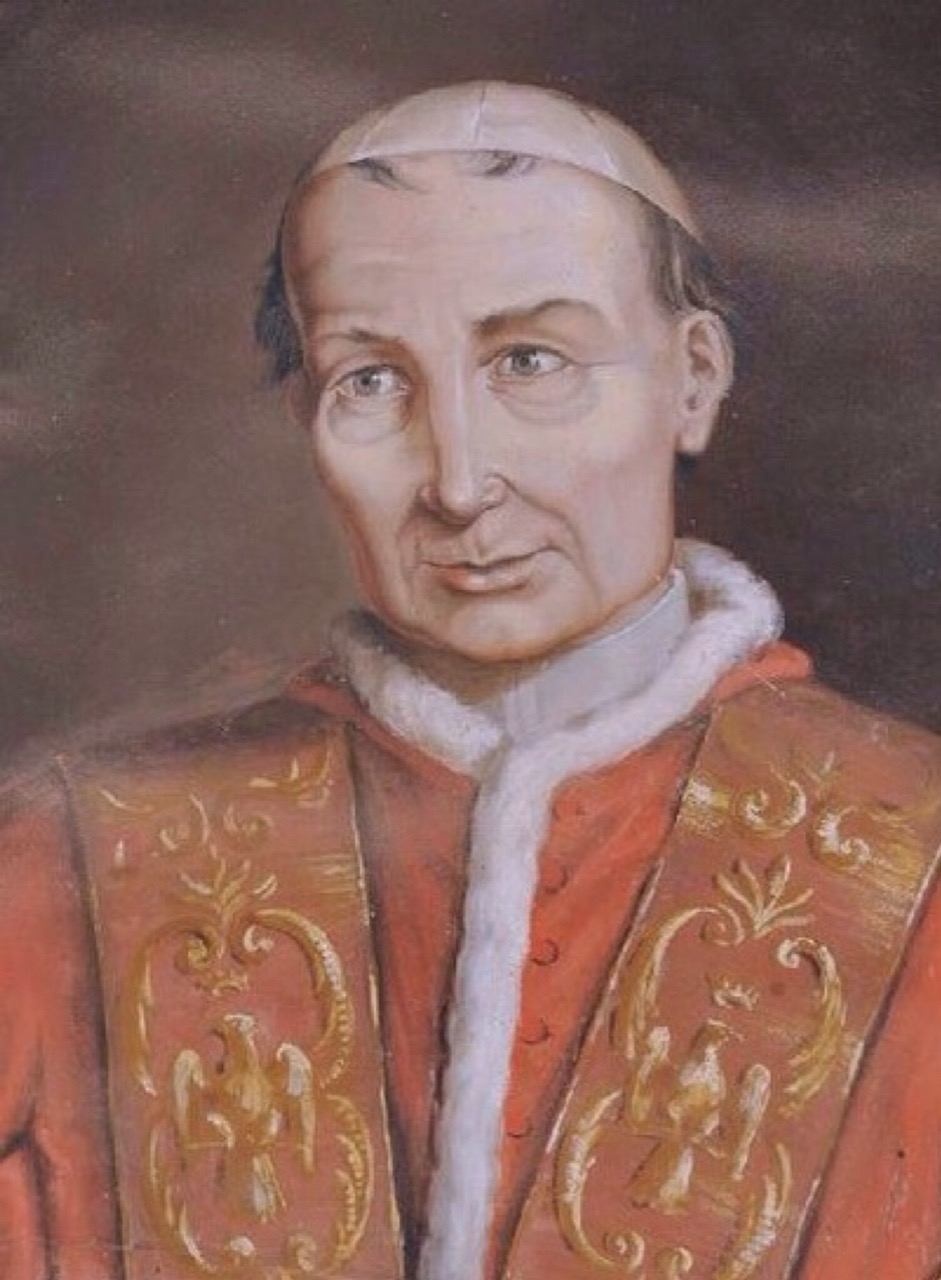
Papa Leone XII della Genga

Ancora il cardinale Annibale della Genga, figlio del Conte Ilario e della contessa Maria Luisa Pariberti di Fabriano , già Vescovo di Senigallia, Nunzio Apostolico in Germania a Lucerna e Colonia, poi in Francia a Parigi, che fu eletto papa col nome di Leone XII nel 1823. Durante il suo pontificato, restaurò lo Stato della Chiesa dopo gli stravolgimenti del periodo napoleonico, combatté il brigantaggio e la Carboneria, riformò le istituzioni scolastiche e nel 1825 indisse l'unico Anno Santo del secolo.
Inoltre il cardinal Gabriele della Genga Sermattei, Arcivescovo di Ferrara e Prefetto della Curia Romana, nel 1861 sepolto a Roma nella chiesa di San Lorenzo in Lucina.

## Palazzi, ville e castelli
- Castello di Genga, Genga (Ancona)[4]
- Villa della Genga Poreta di Spoleto [5]
- Palazzo Pucci della Genga in Spoleto
- Archivio Storico Pucci della Genga
- Villa de Domo Alberini – Della Genga [6]
- Borgo Matrignano – Casali - Della Genga